# (33597) 1999 JQ49
1999 JQ49 (asteroide 33597) é um asteroide da cintura principal. Possui uma excentricidade de 0.13259230 e uma inclinação de 1.38125º.
Este asteroide foi descoberto no dia 10 de maio de 1999 por LINEAR em Socorro.